# Пјано Месано (Авелино)
Пјано Месано је насеље у Италији у округу Авелино, региону Кампанија.
Према процени из 2011. у насељу је живело 24 становника. Насеље се налази на надморској висини од 695 м.